# Jaskiniowiec (film 2003)
Jaskiniowiec (ang. The Archies in: Jugman) – amerykański film animowany z 2003 roku w reżyserii Scotta Heminga.

## Opis fabuły
Pewnego dnia Jughead i Archie odkrywają, że neandertalczyk, który spędził tysiące lat zamarznięty w jaskini, odtajał. Postanawiają nauczyć go żyć we współczesnym świecie.

## Obsada
- Chris Lundquist – Jughead Jones
- Andy Rannells – Archie Andrews
- Jill Anderson – Midge Klump
- Ben Beck – Dilton Doiley
- Anadella Lamas – Lana Manana
- Jerry Longe – Moose Mason
- Camille Schmidt – Veronica Lodge
- Paul Sosso – Reggie Mantle
- Tony Wike – dyrektor Weatherbee

i inni